# La caduta - Gli ultimi giorni di Hitler
(Adolf Hitler)
La caduta - Gli ultimi giorni di Hitler (Der Untergang) è un film tedesco del 2004 diretto da Oliver Hirschbiegel.  
Il film è ambientato durante la battaglia di Berlino nella seconda guerra mondiale, quando la Germania nazista è sull'orlo della sconfitta, e racconta gli ultimi giorni di Adolf Hitler. 

## Trama
Nel novembre 1942, durante una riunione notturna alla Tana del Lupo di Rastenburg, Adolf Hitler assume Traudl Humps come sua segretaria.
Il 20 aprile 1945, durante la battaglia di Berlino, un bombardamento d'artiglieria sveglia Traudl (ora vedova Junge), la collega Gerda Christian e la cuoca Constanze Manziarly nella loro stanza del Führerbunker. Hitler viene informato dal generale Wilhelm Burgdorf, e poi da Karl Koller, che Berlino è sotto attacco e che l'Armata Rossa è avanzata fino ad arrivare in un raggio di 12 chilometri dal centro della capitale. Al ricevimento del cinquantaseiesimo compleanno del Führer, il Reichsführer-SS Heinrich Himmler ed il suo aiutante generale Hermann Fegelein cercano invano di convincere il dittatore a lasciare la città, ma Hitler rifiuta. Himmler cerca di negoziare i termini di resa con gli Alleati occidentali all'insaputa di Hitler. Intanto, in un'altra parte della capitale, un gruppo di membri della Gioventù hitleriana sta rafforzando le difese. Il tredicenne Peter Kranz, uno dei membri, viene sollecitato dal padre a disertare, ma il ragazzino rifiuta ostinatamente.
In un'altra parte della città, il medico e tenente colonnello delle SS Ernst-Günther Schenck cerca di convincere un generale di ignorare un ordine di evacuazione e gli è quindi richiesto dal Brigadeführer Wilhelm Mohnke di portare tutte le forniture mediche disponibili per la Cancelleria del Reich. Durante la sera, Hitler discute con il suo architetto Albert Speer a proposito della sua nuova politica di terra bruciata, mentre Eva Braun organizza una festa per gli abitanti del bunker, che viene però interrotta da una cannonata sovietica.
Il 21 aprile, mentre la sua unità è fuori a combattere i sovietici, il generale Helmuth Weidling va al bunker in attesa di essere fucilato per aver ordinato un ritiro a ovest. Dopo aver spiegato al generale Hans Krebs ed a Burgdorf che si è trattato di un equivoco, viene promosso dal feldmaresciallo Wilhelm Keitel con l'obiettivo di sorvegliare le difese fatiscenti di Berlino. Il 22 aprile il Führer ordina un attacco della divisione del generale Felix Steiner per respingere l'avanzata dei russi, ma viene informato da Krebs e dal generale Alfred Jodl che Steiner manca di forze sufficienti per l'attacco. Dopo aver allontanato tutti gli ufficiali dalla sala conferenze ad eccezione di Keitel, Jodl, Krebs e Burgdorf, Hitler scoppia in una crisi di rabbia e la sua invettiva viene udita da tutti i presenti.
Dopo aver visto dei civili combattenti morire inutilmente in battaglia, Mohnke affronta il ministro della propaganda Joseph Goebbels e cerca di persuaderlo a far evacuare i civili. Goebbels risponde a Mohnke che non ha nessuna compassione per i civili, poiché hanno già scelto il loro destino. Hitler intanto perde il senso della realtà ed ordina al feldmaresciallo Keitel di trovare l'ammiraglio Karl Dönitz, che il Führer crede stia raccogliendo truppe del nord, e di aiutarlo a pianificare un'offensiva per rioccupare i campi petroliferi rumeni.
La notte del 23 aprile il Reichsleiter Martin Bormann interrompe un incontro tra Hitler, Goebbels e Walther Hewel leggendo un telegramma del maresciallo Hermann Göring, col quale si propone di assumere il comando e diventare capo di Stato. Hitler risponde rabbiosamente ordinando di degradare ed arrestare Göring, dopodiché nomina Robert Ritter von Greim come suo sostituto. Più tardi, Hitler riceve nuovamente la visita di Speer, il quale lo informa nel corso di un colloquio privato che ha ignorato i suoi ordini di terra bruciata. Hitler tuttavia non punisce Speer, che prima di salutarlo per poi abbandonare Berlino, gli tende la mano non contraccambiato dal Führer.
A cena Hitler riceve un rapporto col quale viene informato che Himmler ha contattato il diplomatico Folke Bernadotte nel tentativo di negoziare la resa. In preda all'ira, il dittatore ordina a von Greim ed alla sua amante Hanna Reitsch di trovare Himmler e Fegelein e di portarli al suo cospetto. Dopo essere stato informato da Otto Günsche, sua guardia del corpo, che Fegelein ha abbandonato il bunker, Hitler ordina comunque di continuare le ricerche e di giustiziarlo per tradimento.
Il 28 aprile il Reichsphysician delle SS Ernst-Robert Grawitz, capo della Croce Rossa tedesca, chiede il permesso ad Hitler di evacuare Berlino per paura di rappresaglie da parte dei russi per le sue azioni. Hitler rifiuta ancora una volta la proposta e Grawitz va a casa uccidendo sé stesso e la sua famiglia con delle granate. Quella stessa notte, Fegelein viene trovato e fucilato senza processo.
Le notizie si fanno ancor più cupe quando Weidling dice a Hitler che non ci sono riserve, mentre Mohnke riferisce che i sovietici sono a circa 300-400 metri dalla Cancelleria del Reich. Hitler rassicura gli ufficiali che il generale Walther Wenck della 12ª Armata salverà la situazione. Dopo che il Führer lascia la sala delle conferenze, i generali sono tutti d'accordo che l'attacco di Wenck non sarà in grado di fermare l'avanzata dei russi. Dopo la mezzanotte del 29 aprile Hitler, con l'aiuto di Traudl, detta il suo testamento politico prima di sposare Eva Braun; quindi ordina a Günsche di bruciare le sue spoglie una volta suicidatosi, ed a Goebbels di lasciare Berlino, ma riceve un rifiuto di obbedienza da parte di quest'ultimo.
Il 30 aprile i dottori Schenk, Werner Haase e l'infermiera Erna Flegel vengono convocati nel bunker per essere ringraziati dal Führer per i loro servizi medici nei confronti dei feriti. Il dottor Haase spiega a Hitler qual è il metodo migliore per suicidarsi e, per verificare l'effetto letale del cianuro su Eva Braun, lo somministra a Blondi, il pastore tedesco del dittatore. Al termine del suo pasto, l'ultimo, Hitler saluta tutto il personale del bunker e decora Magda Goebbels con l'Insegna d'oro del Partito Nazionalsocialista dei Lavoratori Tedeschi come "la più eroica madre del Reich". Emotivamente impressionata dal gesto, Magda si reca nello studio di Hitler e cerca disperatamente di convincerlo ancora una volta vanamente a riconsiderare il suicidio; il Führer non ascolta l'accorato appello evidenziando che "è il destino che ha voluto così". Alle 15:30 del pomeriggio Eva si uccide col cianuro ed Hitler si spara un colpo di pistola alla testa. I loro corpi vengono cremati nel cortile della Cancelleria.
La sera stessa, Krebs incontra il generale Vasily Chuikov per tentare di negoziare le condizioni di pace ma senza successo. Goebbels rimprovera i suoi generali, ricordando loro che Hitler aveva proibito la capitolazione. Hans Fritzsche lascia la sala riunioni per cercare di prendere la situazione nelle proprie mani, per poi essere quasi ucciso da un indignato Burgdorf. Intanto, con l'aiuto del medico delle SS Ludwig Stumpfegger, Magda uccide i suoi sei bambini con il cianuro; dopodiché lei e suo marito Joseph si recano nel giardino della Cancelleria dove Goebbels spara alla moglie per poi rivolgere la pistola verso sé stesso. Il resto del personale nel bunker comincia ad evacuare, mentre Krebs e Burgdorf si suicidano con un colpo di pistola alla tempia. Contemporaneamente, il generale Weidling trasmette un messaggio alla città, informandola che Hitler è morto e che quindi si sta tentando un accordo per la cessazione delle ostilità.
Traudl, Gerda e i militari delle SS lasciano il bunker insieme a Schenck, Mohnke e Günsche. Hewel riesce a unirsi a loro, ma, dopo aver appreso della capitolazione, si spara. Nel frattempo i bambini soldato sono tutti caduti vittima dell'attacco russo tranne Peter, il quale scopre che i suoi genitori sono stati giustiziati. Mentre le truppe dell'Armata Rossa sono nelle strade, Traudl riesce ad abbandonare il luogo accompagnata da Peter, che le si avvicina prendendole una mano. Nei pressi di un ponte crollato, Peter trova una bicicletta con la quale lui e Traudl si allontanano da Berlino.
Nelle sequenze finali, la pellicola mostra il destino di tutti gli altri personaggi storici rappresentati nel film. Per poi concludersi con una video-testimonianza della vera Traudl Junge.

## Produzione

### Sceneggiatura

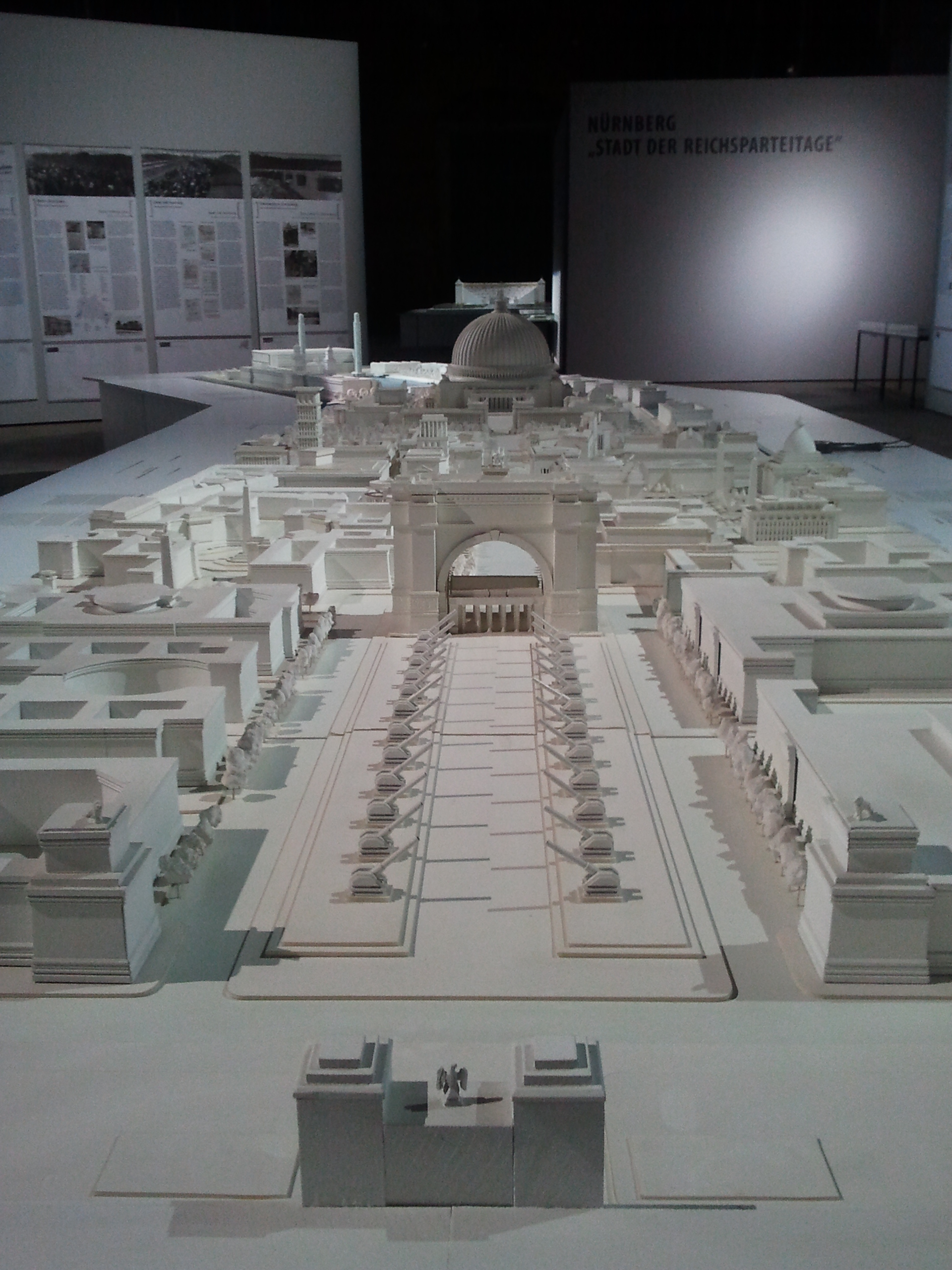
Plastico della Welthauptstadt Germania utilizzato per il film

Il film è ispirato da due libri: La disfatta, scritto da Joachim Fest, storico del Terzo Reich e autore di biografie su Hitler, e Fino all'ultima ora, diario di Traudl Junge, segretaria del Führer.

### Interpreti
- Bruno Ganz è Adolf Hitler. L'attore si convinse ad interpretare il ruolo dopo aver visto L'ultimo atto, film col quale capì che era possibile portare in scena il dittatore senza renderlo una parodia[5].

### Riprese
Le riprese principali si sono svolte da settembre a novembre 2003, a Berlino, Monaco ed a San Pietroburgo, in Russia. Dato che il film è ambientato dentro e intorno al Führerbunker, Hirschbiegel ha utilizzato testimonianze oculari, memorie dei sopravvissuti e altre fonti storiche durante la produzione per ricostruire l'aspetto e l'atmosfera della Berlino degli anni '40. 
Il film è stato girato a Berlino e Monaco di Baviera, mentre le riprese degli esterni sono state effettuate a San Pietroburgo (Russia). La vicenda si svolge prevalentemente nel bunker della Cancelleria; il regista Hirschbiegel volle ricostruirne accuratamente l'aspetto e l'atmosfera decadente, attingendo dalle memorie dei testimoni oculari dell'epoca, sopravvissuti, e da altre fonti storiche.
Per prepararsi all'interpretazione del personaggio, Bruno Ganz ha visionato e ascoltato per ore filmati e audio di Hitler come ad esempio la registrazione Hitler-Mannerheim, per poterlo imitare nel migliore dei modi possibili, anche nell'accento austriaco.

## Distribuzione

### Data di uscita
- Germania: 8 settembre 2004 (Monaco di Baviera) (prima)
- Austria: 10 settembre 2004 (Vienna) (prima)
- Canada: 14 settembre 2004
- Germania: 16 settembre 2004
- Austria: 17 settembre 2004
- Svizzera: 23 settembre 2004
- Paesi Bassi: 4 novembre 2004
- Polonia: 5 novembre 2004
- Romania: 27 novembre 2004
- Estonia: 11 dicembre 2004
- Francia: 5 gennaio 2005
- Belgio: 12 gennaio 2005
- Ungheria: 20 gennaio 2005
- Finlandia: 28 gennaio 2005
- Norvegia: 4 febbraio 2005
- Croazia: 17 febbraio 2005
- Spagna: 18 febbraio 2005
- Stati Uniti: 18 febbraio 2005 (New York)
- Stati Uniti: 25 febbraio 2005 (Los Angeles)
- Svezia: 25 febbraio 2005
- Serbia: 26 febbraio 2005
- Argentina: 11 marzo 2005
- Danimarca: 11 marzo 2005
- Hong Kong: 17 marzo 2005

- Grecia: 18 marzo 2005
- Turchia: 25 marzo 2005
- Repubblica Ceca: 31 marzo 2005
- Slovacchia: 31 marzo 2005
- Regno Unito: 1º aprile 2005
- Irlanda: 1º aprile 2005
- Slovenia: 7 aprile 2005
- Islanda: 8 aprile 2005
- Australia: 21 aprile 2005
- Portogallo: 21 aprile 2005
- Estonia: 29 aprile 2005
- Italia: 29 aprile 2005
- Brasile: 6 maggio 2005
- Israele: 19 maggio 2005
- Giappone: 9 luglio 2005 (Tokyo)
- Colombia: 5 agosto 2005
- Messico: 26 agosto 2005
- Bulgaria: 9 settembre 2005
- Filippine: 12 ottobre 2005
- Egitto: 6 dicembre 2005
- Kuwait: 4 gennaio 2006
- Panama: 20 gennaio 2006
- Venezuela: 17 febbraio 2006[8]

### Edizioni home video
In Germania La caduta fu disponibile in videocassetta e DVD  a partire dal 17 marzo 2005.  In Italia venne distribuito in DVD dal giorno 15 giugno 2007 da 01 Distribution e qualche VHS molto rara per edizione noleggio.
Il 17 settembre 2009 uscì la versione Blu-ray del film.

## Accoglienza

### Incassi
In Germania La caduta debuttò il 16 settembre 2004 su 400 schermi registrando, secondo un sondaggio della DPA, il tutto esaurito in gran parte delle sale. Nella prima settimana vi furono 781 437 spettatori.
 A fine corsa il film incassò 30083666 € (ossia 39 074 362 $) e per la fine del 2004 fu visto, in Germania, da 4 624 506 spettatori, superando per numero di biglietti staccati Troy, Gli incredibili e Spider-Man 2.
In Italia La caduta esordì il 29 aprile 2005 su 80 schermi, incassando nel weekend d'apertura 303554 $. L'incasso totale italiano fu di 1719541 $.
L'incasso totale del film è stato di 92181574 $.

### Critica
Alla sua uscita nel 2004 il film riscosse recensioni molto favorevoli da parte della critica. Sul sito Rotten Tomatoes la percentuale di gradimento è pari al 91%, basata su 136 recensioni con un punteggio medio totale pari a 8.1 su 10. Inoltre il film ha un punteggio di 82 su 100 su Metacritic basato su 35 recensioni da parte di critici professionisti.
In Germania il film provocò una serie di dibattiti sulla stampa. Il tabloid Bild si domandò in un articolo: «Siamo autorizzati a mostrare il "mostro" [Adolf Hitler] come un essere umano?».
Il film ricevette una nomination come miglior film straniero agli Academy Awards del 2005 ma non si aggiudicò la statuetta. Nello stesso anno la pellicola vinse il concorso World Cinema della BBC Four ed il premio British Independent Film Awards come miglior film straniero. Nel 2006 fu la volta del Premio Robert come miglior film straniero non statunitense, e del Kansas City Film Critics Circle Awards, sempre come miglior film straniero.
Particolarmente lodata fu la performance attoriale di Bruno Ganz nella parte di Hitler; nel 2014 il sito internet WatchMojo.com l'ha dichiarata "miglior interpretazione di sempre di un cattivo realmente esistito", battendo altri nomi in lizza quali Forest Whitaker e Charlize Theron, rispettivamente interpreti sullo schermo di Idi Amin Dada e Aileen Wuornos.

## Riconoscimenti
- 2005 - Premio Oscar
  - Candidatura come miglior film straniero (Germania)
- 2005 - Premio BAFTA
  - Miglior film indipendente internazionale
- 2006 - Kansas City Film Critics Circle Award
  - Miglior film straniero
- 2006 - Premio Robert
  - Miglior film straniero non statunitense
- 2005 - Premio Amanda
  - Miglior film straniero
- 2004 - Premio Bambi
  - Miglior film nazionale a Bruno Ganz, Bernd Eichinger, Oliver Hirschbiegel, Alexandra Maria Lara e Heino Ferch
- 2004 - Bayerischer Filmpreis
  - Premio del pubblico a Oliver Hirschbiegel
  - Miglior produttore a Oliver Hirschbiegel
  - Miglior attore a Bruno Ganz
- 2006 - Chicago Film Critics Association Award
  - candidatura come miglior film in lingua straniera
- 2006 - Premio Chlotrudis
  - candidatura per il miglior attore a Bruno Ganz
  - candidatura per la miglior attrice non protagonista a Corinna Harfouch
- 2004 - European Film Award
  - candidatura per il miglior attore a Bruno Ganz

## Influenza culturale

### Parodie su internet
Dall'uscita del film fino ad oggi, sul web sono stati creati numerosi video parodia di scene scelte del film, con l'aggiunta di sottotitoli fuorvianti alla lingua originale, per creare varie storie e sequenze comiche. Il motivo risale all'ilarità che produce la figura isterica di Hitler nei momenti di sconforto nella trama, come ad esempio nella scena cult, in cui nel bunker di Hitler viene comunicata la notizia dell'impossibilità di Steiner di eseguire un attacco. La produzione del film e lo stesso Bruno Ganz hanno ben accolto questo boom di parodie.
Le parodie, come anche il film stesso, nel corso degli anni hanno acquisito lo status di "cult", generando addirittura un gruppo di Youtuber che si autodefiniscono "Untergangers" (dal titolo originale del film), devoti a postare in rete video parodie di La caduta. Alcuni di essi hanno persino motivato la loro scelta. Stacy Lee Blackmon, un utente di YouTube creatore del canale "Hitler Rants Parodies", a ottobre 2019 ha postato a suo nome oltre 1900 video in merito. In un'intervista concessa alla rivista svedese Kobra, Blackmon negò che i fautori della parodie possano essere dei simpatizzanti neonazisti, ribadendo come la comunità Unterganger condanni il Nazismo.
Il regista del film, Oliver Hirschbiegel, nel corso di un'intervista del 2010 alla rivista New York, si espresse favorevolmente nei confronti delle parodie apparse su internet, dichiarando che alcune di esse sono molto divertenti ed una diretta estensione di quello che era lo scopo reale della pellicola: "buttare giù dal piedistallo queste persone orribili, rendendole reali e sfatando la loro immagine da demoni". Tuttavia, la Constantin Film, casa distributrice del film, tenne un atteggiamento "ambivalente" verso le parodie di La caduta - Gli ultimi giorni di Hitler e, in alcuni casi, richiese la rimozione immediata dei video.
Il 21 aprile 2010 iniziò la rimozione ufficiale di vari video-parodia da YouTube. Nell'ottobre 2010 YouTube rimosse il blocco verso le parodie de La caduta, permettendone nuovamente l'immissione in rete. Corynne McSherry, avvocato specializzato in materia di infrazione del copyright e libertà d'espressione per la Electronic Frontier Foundation, dichiarò: «Tutte le parodie del film che ho visionato fanno un ampio uso di idee originali e quindi non infrangono le leggi sul diritto d'autore, e di conseguenza, non devono essere rimosse». La Constantin Film finì per produrre e distribuire la commedia Lui è tornato (2015), incentrata su Hitler, che include essa stessa numerose parodie di scene trattate ne La caduta.
Altre parodie ufficiali sono apparse nel film Iron Sky, e Iron Sky (2) - The coming race. Nel primo il presidente degli Stati Uniti (interpretata da Stephanie Paul) si arrabbia per gli scarsi risultati pubblicitari ottenuti dalla sua équipe in vista delle prossime elezioni presidenziali. Per il secondo film invece, la parodia avviene in una sequenza, non inserita nel film ma presente su YouTube, utilizzata a scopo di trailer, in cui Donald Trump si arrabbia, sempre con la sua équipe di collaboratori, per non essere stato inserito nel film stesso. Entrambe le sequenze riprendono lo stile e sviluppo dei dialoghi nell'interpretazione di Bruno Ganz; con la differenza che la sequenza del secondo film, è un chiaro sbeffeggiamento a Donald Trump (nel primo invece non c'era allusione ad un personaggio politico ben preciso), alla fine del trailer infatti si legge: "Guaranteed Product - Trump Free" quindi letteralmente: "Prodotto garantito - Privo di Trump".